# .eu
.eu је највиши Интернет домен државних кодова (ccTLD) за Европску унију (упркос томе што ЕУ у ствари није држава). Регистрација за носиоце трејдмарка је почела 5. децембра 2005. и завршила се 7. априла 2006. када је званично почела регистрација .eu домена од стране правних и физичких лица у Европској унији. Тренутно је, поред њега у званичној употреби и .eu.int.
Велика потражња влада и од стране особа које послују у Холандији, Немачкој, Уједињеном Краљевству и Италији, пошто је остало мало добрих имена домена доступних под .nl, .de, .uk и .it највишим Интернет доменима.
За мање од недељу дана од отварања регистра регистровано је више од 1.500.000 .eu домена. До сада је регистровано преко 3.000.000 домена што .eu ставља на седмо место листе НИД-ова према броју регистрованих домена (испред њега су .com; .de; .net; .uk; .org и .info). Највише регистрованих домена броје Немачка (преко 930.000), Холандија (преко 415.000), Велика Британија (око 355.000), Француска (преко 250.000), Пољска (преко 175.000) и Италија (око 166.000).
Пошто је отворен за индивидуалне регистрације, релативно висока потражње за овим НИД-ом влада од стране говорника португалског језика и румунског језика, пошто eu значи „ја“ (лична заменица првог лица) на овим језицима. Грађани Португала могу да региструју сајтове, док то није могуће за оне из Бразила јер је регистрација ограничена на становнике ЕУ.

## Историја
НИД је одобрен од стране ICANN 22. марта 2005. године  и постављен на Интернет зону корена 2. маја 2005. године .